# Gasmetallbågsvetsning

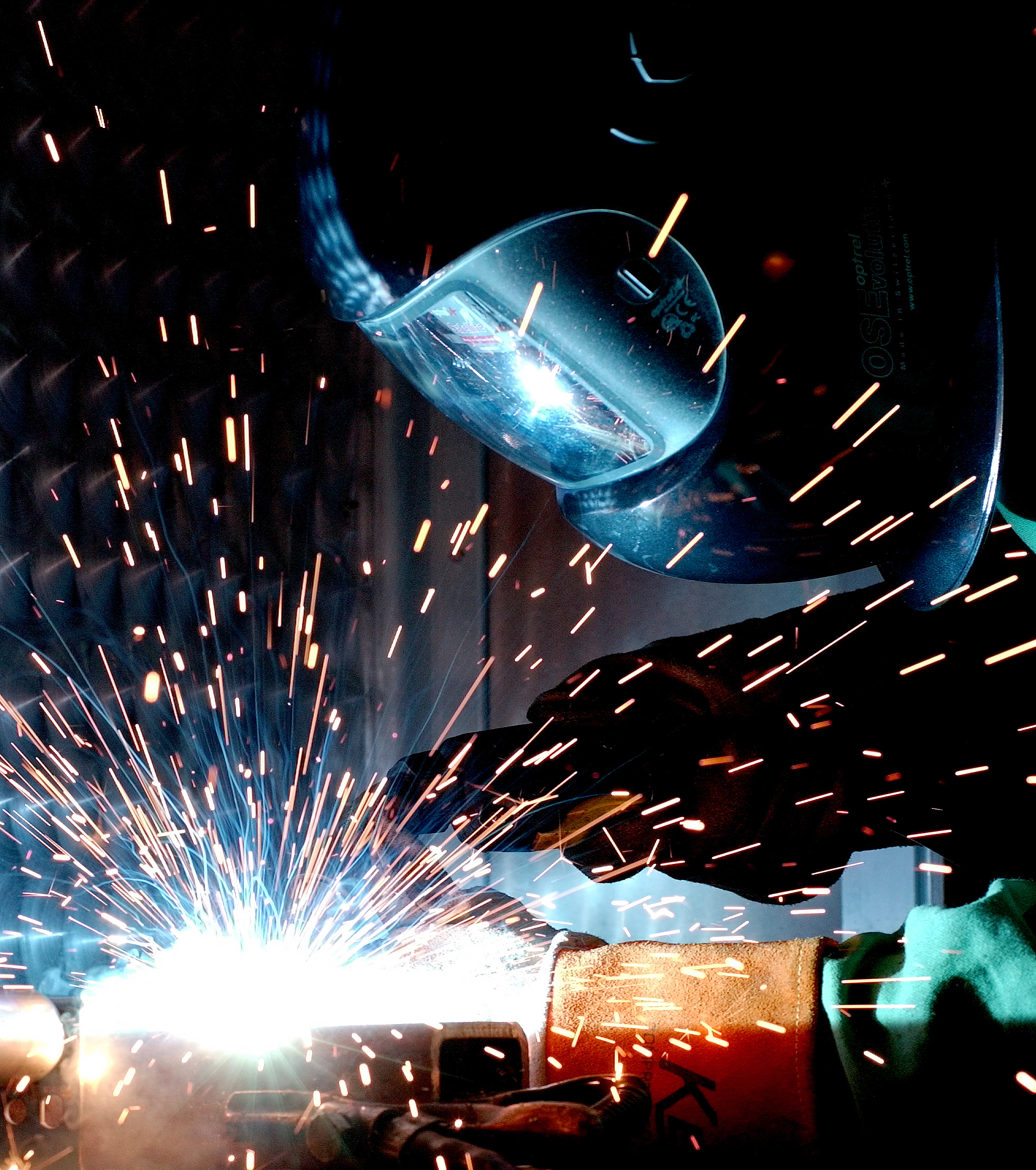
Gasmetallbågsvetsning.

Gasmetallbågsvetsning (GMAW) (engelska: Gas Metal Arc Welding) är mer känd som MIG- eller MAG-svetsning och utvecklades i USA i slutet av 1940-talet. Metoden bygger på att en trådelektrod eller rörelektrod kontinuerligt matas med en mekanisk drivanordning, fram till ett "pistolhandtag". När ljusbågen etablerats smälts elektroden kontinuerligt i en skyddsgas som undantränger skadlig atmosfär. Detta för att skydda smältpoolen från att oxidera under smältfasen.
Vid MIG-svetsning, Metal Inert Gas, är det vanligast förekommande med argon som skyddsgas, men även helium förekommer i blandning med argon.
Vid MAG-svetsning, Metal Active Gas, används vanligen argon med en inblandning av koldioxid (2-25 %), vanligen kallad blandgas, som skyddsgas. I vissa fall förekommer det även en mindre inblandning av oxygen (syrgas) i argon, vilket kan hjälpa till att bränna ut restkol i smältan då låg kolhalt eftersträvas, men det kan också bidra till att skapa stabila föreningar med exempelvis svavel, aluminium och kisel.
Ren koldioxid som skyddsgas vid MAG-svetsning är inte lika allmänt förekommande numera i Sverige, men används i väldigt stor utsträckning i högproduktiv och krävande svetsning på grund av gynnsamma egenskaper kombinerat med lättillgängligt och låg kostnad i jämförelse med ädelgas.
Låglegerade och olegerade stål MAG-svetsas vanligen med argon/koldioxidblandning eller ren CO2 (C1). Svetsning med koldioxid får ofta uppträdande av ökat sprut.
MIG-svetsning används främst för aluminium, som skyddsgas används argon, helium eller en blandning av båda. Helium som inblandning ökar värmetillförseln, vilket kan vara en fördel då man svetsar material med stor värmeavledning, till exempel koppar och aluminium.
MIG/MAG-svetsning är en snabb metod, som kräver ringa efterbearbetning för att rensa bort stänk. Dock är metoden känslig för rost och orenheter, vilka orsakar porbildning i svetsen. Även luftdrag stör, vilket ofta gör metoden olämplig för utomhusarbeten.
MIG/MAG-svetsning delas upp i tre olika svetsområden:
- Kortbågsvetsning med kortslutande droppövergång kan användas i de flesta positioner och är den bästa processen för svetsning av exempelvis plåt från 0,75–5 mm tjocklek.[3]

- Blandbågsområdet är en övergångsfas från kortbåge till spraybåge som oftast är svårkontrollerad. Detta bågområde har inget väsentligt användningsområde.

- Spraybågsvetsning sker med överföring av så kallade fria finfördelade droppar, och detta utförs med högre bågspänning samt svetsström i jämförelse med kortbågsvetsning. Svetsförloppet vid spraybåge är därför i allmänhet snabbare och mindre tidskrävande än kortbågsvetsning för plåttjocklekar från 3 mm och uppåt.

En MIG/MAG-utrustning brukar vanligen bestå av följande: Strömkälla av konstantspännings typ (CV), trådmatarverk, svetspistol med slangpaket och gasflaska. Enklare typer av strömkälla består vanligen av en transformator och likriktare, medan dagens mer avancerade strömkällor är uppbyggda på inverterteknik. De stora fördelarna med invertertekniken är att man kan styra kortslutningsförloppet och de dynamiska egenskaperna med en så kallad processtyrning. Man kan också med denna teknik åstadkomma något som man kallar för kortpulsning, som hjälper till att snöra av den smältande droppen från trådelektroden så den slungas mot smältpoolen, även kallad "Pinchoffeffekt" . 
Sifferbeteckningar för svetsmetoderna enligt ISO 4063:2010 är följande: MIG-svetsning med trådelektrod -131, MIG-svetsning med fluxfylld rörelektrod -132, MIG-svetsning med metallpulverfylld rörelektrod -133, MAG-svetsning med trådelektrod -135, MAG-svetsning med fluxfylld rörelektrod -136, MAG-svetsning med metallpulverfylld rörelektrod -138.